# Salmanassar IV
Salmanassar IV o Salmānu-ašarēd IV va ser rei d'Assíria del 783 al 773 aC. Segons la Llista dels reis d'Assíria, era fill i successor d'Adadnirari III. Sota el seu regnat i el dels seus germans que el van succeir, Assíria va patir un eclipsi en el seu poder.
El seu regnat és quasi desconegut, ja que no s'han conservat inscripcions del període. Segons el cànon dels limmu (epònims) va fer diverses campanyes contra Urartu que les fonts d'aquest regne situen el 781, 780, 779, 778, 776 i 774 aC. El seu poder es va trobar limitat per la influència dels alts dignataris, singularment de Xamxi-it II (o Šamši-it), que era el comandant en cap de l'exèrcit.
Va morir després de 10 anys de regnat i el va succeir el seu germà Aixurdan III.